# ホーリー・ファック
ホーリー・ファック（Holy Fuck） は、カナダのトロント出身のエレクトロニカ・バンドである。時おりバンド名が「Holy F***」と表示される。

## 概要
2005年、ブロークン・ソーシャル・シーンのメンバー達とレコーディングしたセルフタイトル・アルバム『Holy Fuck』でデビュー。
2007年リリースのセカンド・アルバム『LP』で大きく飛躍した彼らは、ヨーロッパにまで活躍の場を広げた。
2007年から2008年にかけては、M.I.A.のツアーに同行したり、レディオヘッドのリミックスを制作したりと、インディーズ・シーンからさらにステップ・アップした。
2009年、フジロックフェスティバルで初来日。最終日の昼のホワイト・ステージをサウンドトリップへと導いた。
2010年、3年ぶりのスタジオ・アルバム『ラテン』をリリース。
2011年、フォールズと共に来日公演を行った。

## メンバー

### 現在のメンバー
- ブライアン・ボーチャート (Brian Borcherdt) – キーボード、エフェクト
- グラハム・ウォルシュ (Graham Walsh) – キーボード、エフェクト
- マット・"パンチー"・マクエイド (Matt "Punchy" McQuaid) – ベース
- マット・シュルツ (Matt Schulz) – ドラム

### 旧メンバー
- ケヴィン・リン (Kevin Lynn) – ベース
- マイク・ビゲロー (Mike Bigelow) – ベース
- ロエル・キャンベル (Loel Campbell) – ドラム
- グレン・ミルチェム (Glenn Milchem) – ドラム
- ブラッド・キルパトリック (Brad Kilpatrick) – ドラム

## ディスコグラフィ

### スタジオ・アルバム
- Holy Fuck (2005年)
- 『LP』 - LP (2007年)
- 『ラテン』 - Latin (2010年)
- 『コングラッツ』 - Congrats (2016年)
- 『デリーター』 - Deleter (2020年)

## 来日公演
- 2009年 7月26日 フジロックフェスティバル
- 2011年 
  - 2月15日赤坂BLITZ
  - 2月16日心斎橋CLUB QUATTRO
  - 2月18日名古屋CLUB QUATTRO